# Grand Prix Formule 1 van Portugal 1991

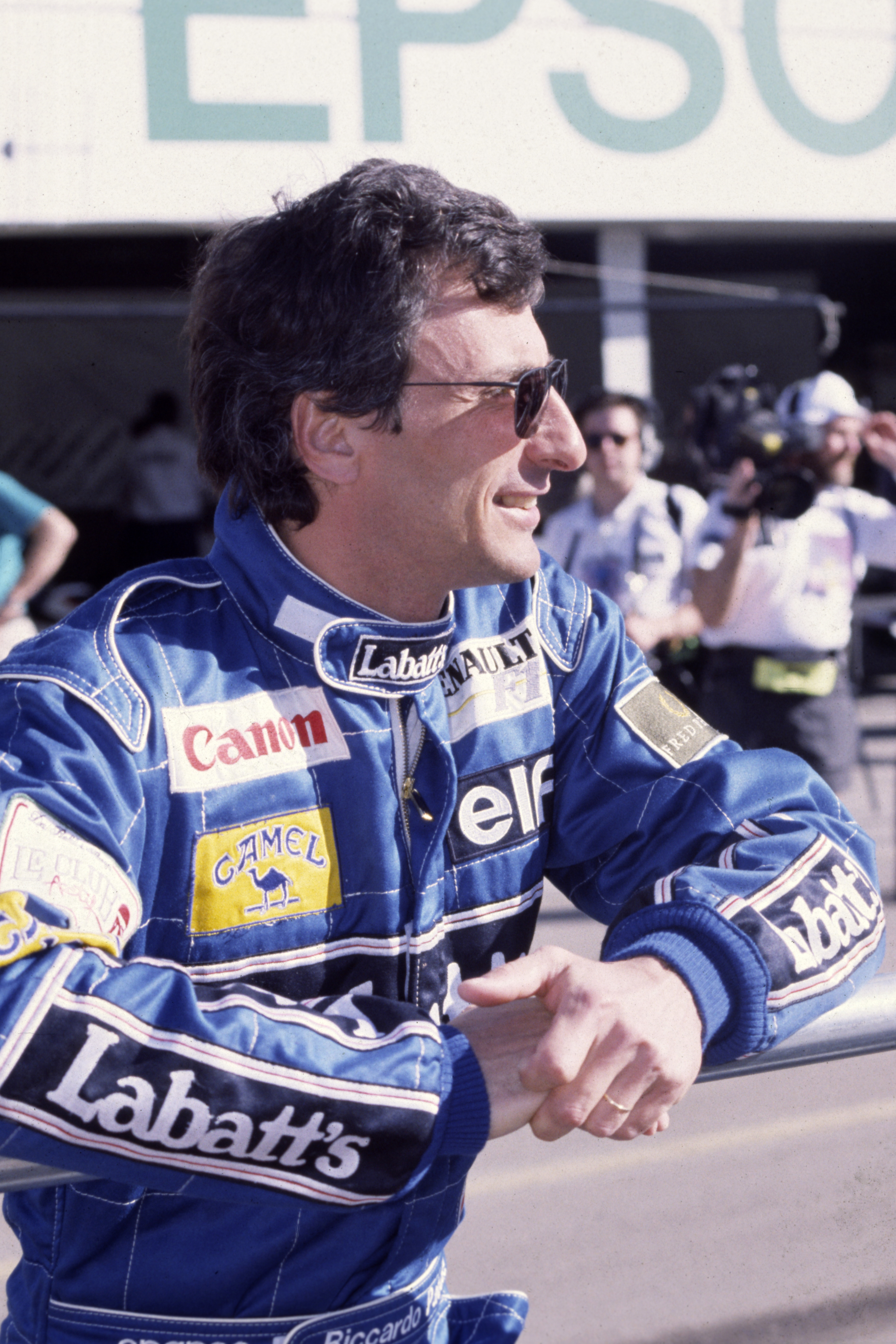
Riccardo Patrese stelde de zege voor Williams veilig, na de bandenstoppech en de daarop volgende diskwalificatie van zijn aanvankelijk soeverein leidende teamgenoot Nigel Mansell. Het was alweer de tweede zege van de Italiaan, die eerder de GP van Mexico 1991 op zijn naam had geschreven.

De Grand Prix Formule 1 van Portugal 1991 werd gehouden op 22 september 1991 op Estoril.

## Uitslag
| Positie | Nummer | Rijder             | Team                          | Ronden | Tijd/Opgave       | Startplaats | Punten |
| ------- | ------ | ------------------ | ----------------------------- | ------ | ----------------- | ----------- | ------ |
| 1       | 6      | Riccardo Patrese   | Williams-Renault              | 71     | 1:35:42.304       | 1           | 10     |
| 2       | 1      | Ayrton Senna       | McLaren-Honda                 | 71     | + 20.941          | 3           | 6      |
| 3       | 28     | Jean Alesi         | Ferrari                       | 71     | + 53.554          | 6           | 4      |
| 4       | 23     | Pierluigi Martini  | Minardi-Ferrari               | 71     | + 1:03.498        | 8           | 3      |
| 5       | 20     | Nelson Piquet      | Benetton-Ford                 | 71     | + 1:10.033        | 11          | 2      |
| 6       | 19     | Michael Schumacher | Benetton-Ford                 | 71     | + 1:16.582        | 10          | 1      |
| 7       | 15     | Mauricio Gugelmin  | Leyton House-Ilmor            | 70     | + 1 Ronde         | 7           |        |
| 8       | 33     | Andrea de Cesaris  | Jordan-Ford                   | 70     | + 1 Ronde         | 14          |        |
| 9       | 24     | Gianni Morbidelli  | Minardi-Ferrari               | 70     | + 1 Ronde         | 13          |        |
| 10      | 32     | Roberto Moreno     | Jordan-Ford                   | 70     | + 1 Ronde         | 21          |        |
| 11      | 26     | Érik Comas         | Ligier-Lamborghini            | 70     | + 1 Ronde         | 23          |        |
| 12      | 7      | Martin Brundle     | Brabham-Yamaha                | 69     | + 2 Rondes        | 19          |        |
| 13      | 3      | Satoru Nakajima    | Tyrrell-Honda                 | 68     | + 3 Rondes        | 17          |        |
| 14      | 11     | Mika Häkkinen      | Lotus-Judd                    | 68     | + 3 Rondes        | 24          |        |
| 15      | 9      | Michele Alboreto   | Arrows-Ford                   | 68     | + 3 Rondes        | 22          |        |
| 16      | 25     | Thierry Boutsen    | Ligier-Lamborghini            | 68     | + 3 Rondes        | 20          |        |
| 17      | 16     | Ivan Capelli       | Leyton House-Ilmor            | 64     | Spin              | 9           |        |
| NF      | 4      | Stefano Modena     | Tyrrell-Honda                 | 56     | Motor             | 12          |        |
| DQ      | 5      | Nigel Mansell      | Williams-Renault              | 51     | Gediskwalificeerd | 4           |        |
| NF      | 30     | Aguri Suzuki       | Lola-Ford                     | 40     | Transmissie       | 25          |        |
| NF      | 27     | Alain Prost        | Ferrari                       | 39     | Motor             | 5           |        |
| NF      | 2      | Gerhard Berger     | McLaren-Honda                 | 37     | Motor             | 2           |        |
| NF      | 21     | Emanuele Pirro     | Dallara-Judd                  | 18     | Motor             | 16          |        |
| NF      | 22     | Jyrki Järvilehto   | Dallara-Judd                  | 21     | Versnellingsbak   | 18          |        |
| NF      | 8      | Mark Blundell      | Brabham-Yamaha                | 12     | Ophanging         | 15          |        |
| NF      | 12     | Johnny Herbert     | Lotus-Judd                    | 1      | Motor             | 26          |        |
| NQ      | 29     | Eric Bernard       | Lola-Ford                     |        |                   |             |        |
| NQ      | 17     | Gabriele Tarquini  | AGS-Ford                      |        |                   |             |        |
| NQ      | 34     | Nicola Larini      | Modena Lamborgini-Lamborghini |        |                   |             |        |
| NQ      | 35     | Eric van de Poele  | Modena Lamborgini-Lamborghini |        |                   |             |        |
| PQ      | 18     | Fabrizio Barbazza  | AGS-Ford                      |        |                   |             |        |
| PQ      | 14     | Olivier Grouillard | Fondmetal-Ford                |        |                   |             |        |
| PQ      | 10     | Alex Caffi         | Arrows-Ford                   |        |                   |             |        |
| PQ      | 31     | Pedro Chaves       | Coloni-Ford                   |        |                   |             |        |

## Wetenswaardigheden
- Nigel Mansell werd gediskwalificeerd omwille van een foutieve pitstop. Zijn rechterachterwiel was slecht gemonteerd, waarna de monteurs verder, in de 'snelle strook' van de pitlaan, aan de wagen werkten, wat niet mocht. Mansell werd overigens pas uitgesloten, nadat hij zich alweer van de zeventiende naar de zesde plek had opgewerkt.

## Statistieken
| Pole-position | Riccardo Patrese | Williams-Renault | 1:13.001 |
| Snelste ronde | Nigel Mansell    | Williams-Renault | 1:18.179 |

## Noot
- Dit was de vijfde podiumplaats voor Jean Alesi.
- Vijfde Grand Prix-winst voor Riccardo Patrese.

1958 · 1959 · 1960 · 1984 · 1985 · 1986 · 1987 · 1988 · 1989 · 1990 · 1991 · 1992 · 1993 · 1994 · 1995 · 1996 · 2020 · 2021